# Simon Slåttvik
Simon Kaurin Slåttvik (født 24. juli 1917 i Valnesfjord, død 5. maj 2001 i Lillehammer) var fra Valnesfjord i Fauske kommune. I 1952 vandt han OL-guld i kombineret. Slåttvik, som repræsenterede Stålkameratene (Mo i Rana), vandt også en bronzemedalje under VM 1950 i Lake Placid. Han var den første norske kombinertløper som hoppede over 100 meter. 
I 1951 blev han tildelt Holmenkollmedaljen.
Han har også fået opkaldt et skiløb efter sig, Slåttvikrennet, som bleb arrangert i Krågabakken i Valnesfjord.